# Tinténiac
Tinténiac is een gemeente in het Franse departement Ille-et-Vilaine (regio Bretagne). De plaats maakt deel uit van het arrondissement Saint-Malo. Tinténiac telde op 1 januari 2022 3.877 inwoners.

## Geografie
De oppervlakte van Tinténiac bedroeg op 1 januari 2022 23,4 vierkante kilometer; de bevolkingsdichtheid was toen 165,7 inwoners per km².

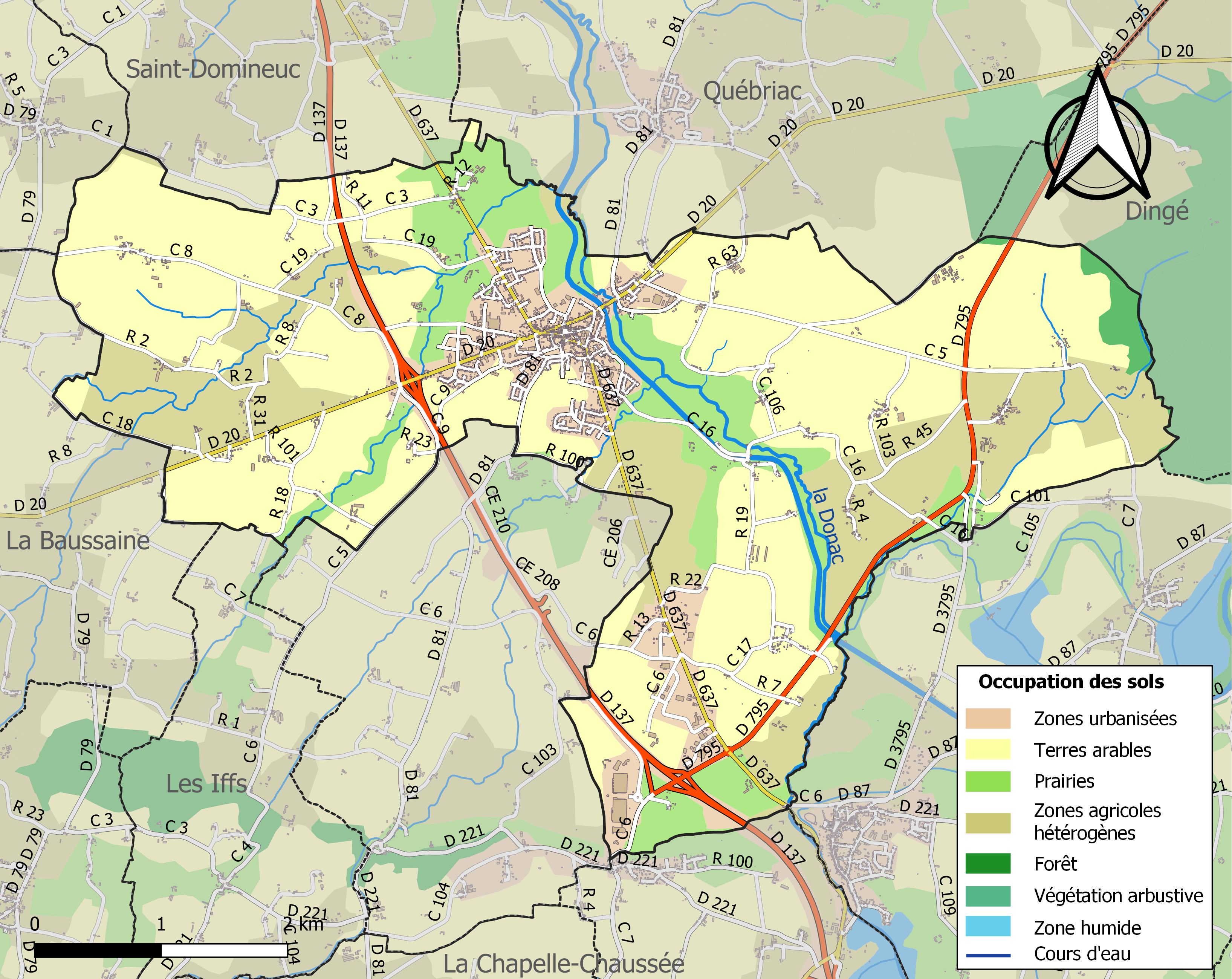
Kaart van de gemeente met belangrijkste infrastructuur, bodemgebruik en omliggende gemeenten

## Demografie
Onderstaande figuur toont het verloop van het inwonertal, bron: INSEE-tellingen. 